# Open 13 Provence 2016 - Qualificazioni singolare
Le qualificazioni del singolare dell'Open 13 Provence 2016 sono state un torneo di tennis preliminare per accedere alla fase finale della manifestazione. I vincitori dell'ultimo turno sono entrati di diritto nel tabellone principale. In caso di ritiro di uno o più giocatori aventi diritto a questi sono subentrati i lucky loser, ossia i giocatori che hanno perso nell'ultimo turno ma che avevano una classifica più alta rispetto agli altri partecipanti che avevano comunque perso nel turno finale.

## Teste di serie
1. Marsel İlhan (ultimo turno)
2. Ruben Bemelmans (primo turno)
3. Daniel Brands (primo turno)
4. Édouard Roger-Vasselin (primo turno)

1. Gō Soeda (primo turno)
2. Thomas Fabbiano (primo turno)
3. Karen Chačanov (primo turno)
4. Kenny de Schepper (qualificato)

## Qualificati
1. Miša Zverev
2. Vincent Millot

1. Kenny de Schepper
2. Julien Benneteau

### Lucky Loser
1. David Guez

## Tabellone

### Legenda
| - Q = Qualificato - WC = Wild card - LL = Lucky loser | - ALT = Alternate - SE = Special Exempt - PR = Protected Ranking | - w/o = Walkover - r = Ritirato - d = Squalificato |

### Sezione 1
|  | Primo turno | Primo turno      | Primo turno      | Primo turno | Primo turno |  |  | Ultimo turno | Ultimo turno | Ultimo turno | Ultimo turno | Ultimo turno |  |
|  |             |                  |                  |             |             |  |  |              |              |              |              |              |  |
|  | 1           | Marsel İlhan     | Marsel İlhan     | 6           | 6           |  |  |              |              |              |              |              |  |
|  | WC          | Clément Larrière | Clément Larrière | 4           | 2           |  |  | 1            | Marsel İlhan | Marsel İlhan | 3            | 1            |  |
|  |             | Miša Zverev      | 7                | 3           | 6           |  |  |              | Miša Zverev  | Miša Zverev  | 6            | 6            |  |
|  | 7           | Karen Chačanov   | 5                | 6           | 1           |  |  |              |              |              |              |              |  |

### Sezione 2
|  | Primo turno | Primo turno     | Primo turno | Primo turno | Primo turno |  |  | Ultimo turno | Ultimo turno   | Ultimo turno | Ultimo turno | Ultimo turno |  |
|  |             |                 |             |             |             |  |  |              |                |              |              |              |  |
|  | 2           | Ruben Bemelmans | 0           | 6           | 4           |  |  |              |                |              |              |              |  |
|  |             | Vincent Millot  | 6           | 3           | 6           |  |  |              | Vincent Millot | 7            | 65           | 6            |  |
|  |             | David Guez      | 6           | 4           | 6           |  |  |              | David Guez     | 5            | 7            | 1            |  |
|  | 5           | Gō Soeda        | 3           | 6           | 1           |  |  |              |                |              |              |              |  |

### Sezione 3
|  | Primo turno | Primo turno       | Primo turno       | Primo turno | Primo turno |  |  | Ultimo turno | Ultimo turno      | Ultimo turno | Ultimo turno | Ultimo turno |  |
|  |             |                   |                   |             |             |  |  |              |                   |              |              |              |  |
|  | 3           | Daniel Brands     | Daniel Brands     | 5           | 65          |  |  |              |                   |              |              |              |  |
|  | Alt         | Peter Gojowczyk   | Peter Gojowczyk   | 7           | 7           |  |  | Alt          | Peter Gojowczyk   | 6(0)         | 6            | 4            |  |
|  |             | Márton Fucsovics  | Márton Fucsovics  | 4           | 4           |  |  | 8            | Kenny de Schepper | 7            | 4            | 6            |  |
|  | 8           | Kenny de Schepper | Kenny de Schepper | 6           | 6           |  |  |              |                   |              |              |              |  |

### Sezione 4
|  | Primo turno | Primo turno            | Primo turno            | Primo turno | Primo turno |  |  | Ultimo turno | Ultimo turno     | Ultimo turno     | Ultimo turno | Ultimo turno |  |
|  |             |                        |                        |             |             |  |  |              |                  |                  |              |              |  |
|  | 4           | Édouard Roger-Vasselin | Édouard Roger-Vasselin | 6(1)        | 64          |  |  |              |                  |                  |              |              |  |
|  |             | Tristan Lamasine       | Tristan Lamasine       | 7           | 7           |  |  |              | Tristan Lamasine | Tristan Lamasine | 4            | 4            |  |
|  | WC          | Julien Benneteau       | Julien Benneteau       | 6           | 6           |  |  | WC           | Julien Benneteau | Julien Benneteau | 6            | 6            |  |
|  | 6           | Thomas Fabbiano        | Thomas Fabbiano        | 1           | 1           |  |  |              |                  |                  |              |              |  |